# شورابة مراتع (مقاطعة تشرداول)
شورابة مراتع (بالفارسية: شورابه مراتع) هي قرية تقع في قسم بيجنوند الريفي (مقاطعة تشرداول) في إيران. يقدر عدد سكانها بـ 186 نسمة بحسب إحصاء 2016.